# Раде Јованић
Раде Јованић (Љуша, Горњи Рибник, 1913 – Мањача 1943), учесник Народноослободилачке борбе и народни херој Југославије.

## Биографија
Родио се у Горњем Рибнику 1913. године у сељачкој породици. Због сиромаштва као млад постао је шумски радник. У једном од штрајкова потукао се са жандармом 1937. године и било му је онемогућено запошљење све до рата. У току рата учествовао је у нападу на жандармеријску касарну у Рибнику и у још неколико села. Био је у чети која је 19. августа одбила усташки напад на Рибник. Учествовао је у нападу на усташку колону на путу Кључ − Мркоњић Град.
У борби коју је Рибнички батаљон водио против непријатеља код Кључа у мају 1942. године истакао се као командант. Као бомбаш уништио је пет непријатељских бункера, а исти успех је поновио у нападу на Врпоље. Члан Комунистичке партије Југославије (КПЈ) постао је у јануару 1943. године. У нападу на Кључ пробио се до центра града где је заробио непријатељску артиљерију, а у нападу на Сански Мост у септембру 1943. године убио је више непријатељских војника. Погинуо је на Мањачи у боби са немачким и четничким снагама у децембру 1943. године.
Указом председника ФНР Југославије Јосипа Броза Тита, 24. јула 1953. године, проглашен је за народног хероја.